# رسول‌زاده

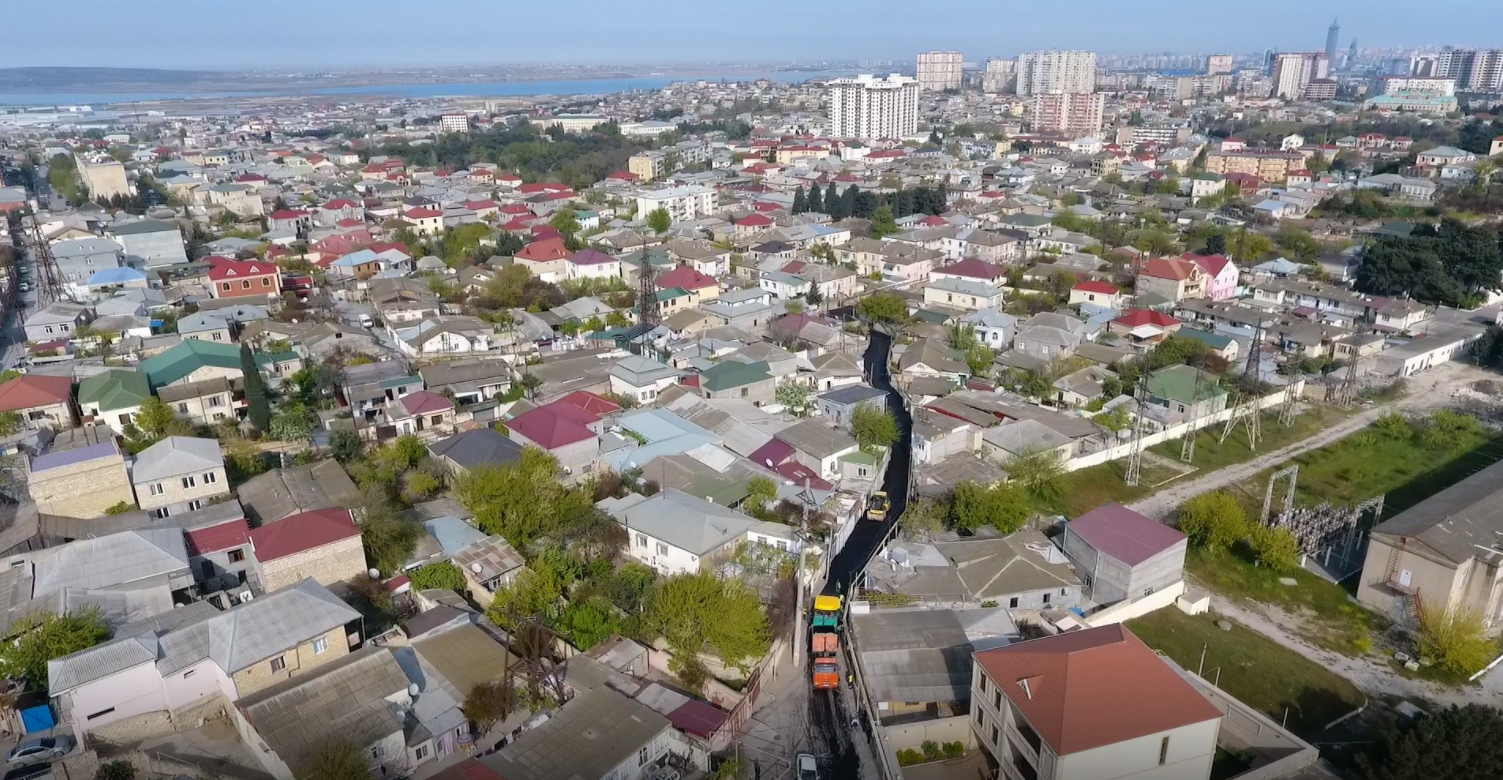
نمایی از شهر رسول‌زاده در حوزه باکو، سال ۲۰۲۰

رسول‌زاده (ترکی آذربایجانی: Rəsulzadə) شهری است در نزدیکی باکو که عمدتاً جزو حومه شهر باکو محسوب می‌گردد.این شهر ۴۸٬۷۱۶ نفر جمعیت دارد. این شهر به محمدامین رسول‌زاده اولین رئیس جمهور آذربایجان به این نام نامیده شده‌است.